# Evan McEneny
Evan McEneny, född 22 maj 1994, är en kanadensisk professionell ishockeyback som är kontrakterad till Vancouver Canucks i National Hockey League (NHL) och spelar för deras primära samarbetspartner Utica Comets i American Hockey League (AHL). Han har tidigare spelat på lägre nivåer för Kalamazoo Wings i ECHL och Kitchener Rangers och Kingston Frontenacs i Ontario Hockey League (OHL).
McEneny blev aldrig draftad.

## Statistik
| 2009–2010  | Hamilton Jr. Bulldogs | SCTA       | 59  | 13 | 37  | 50  | 50  | —  | — | — | — | —  |
|            | Burlington Cougars    | CCHL       | 4   | 0  | 1   | 1   | 0   | —  | — | — | — | —  |
| 2010–2011  | Kitchener Rangers     | OHL        | 44  | 0  | 4   | 4   | 14  | 4  | 0 | 0 | 0 | 0  |
| 2011–2012  | Kitchener Rangers     | OHL        | 2   | 0  | 2   | 2   | 4   | —  | — | — | — | —  |
| 2012–2013  | Kitchener Rangers     | OHL        | 65  | 6  | 28  | 34  | 42  | 10 | 1 | 3 | 4 | 14 |
| 2013–2014  | Kitchener Rangers     | OHL        | 15  | 2  | 5   | 7   | 23  | —  | — | — | — | —  |
|            | Kingston Frontenacs   | OHL        | 46  | 5  | 30  | 35  | 55  | 7  | 1 | 1 | 2 | 6  |
|            | Utica Comets          | AHL        | 1   | 0  | 0   | 0   | 2   | —  | — | — | — | —  |
| 2014–2015  | Kingston Frontenacs   | OHL        | 68  | 9  | 36  | 45  | 71  | 4  | 1 | 1 | 2 | 0  |
| 2015–2016  | Utica Comets          | AHL        | 2   | 0  | 0   | 0   | 0   | —  | — | — | — | —  |
|            | Kalamazoo Wings       | ECHL       | 36  | 1  | 24  | 25  | 19  | 5  | 0 | 1 | 1 | 6  |
| 2016–2017  | Vancouver Canucks     | NHL        | 1   | 0  | 0   | 0   | 0   | —  | — | — | — | —  |
|            | Utica Comets          | AHL        | 64  | 8  | 15  | 23  | 20  | —  | — | — | — | —  |
| 2017–2018  | Utica Comets          | AHL        | 11  | 2  | 5   | 7   | 4   | —  | — | — | — | —  |
| NHL totalt | NHL totalt            | NHL totalt | 1   | 0  | 0   | 0   | 0   | —  | — | — | — | —  |
| AHL totalt | AHL totalt            | AHL totalt | 78  | 10 | 20  | 30  | 26  | —  | — | — | — | —  |
| OHL totalt | OHL totalt            | OHL totalt | 240 | 22 | 105 | 127 | 209 | 23 | 3 | 5 | 8 | 20 |